# بيلي ماكدونالد
بيلي ماكدونالد (بالإنجليزية: Billy MacDonald)‏ (1877 بإنفرنيس في المملكة المتحدة - 1966) هو لاعب كرة قدم بريطاني (وحمل سابقاً جنسية المملكة المتحدة لبريطانيا العظمى وأيرلندا) في مركز مهاجم داخلي. لعب مع ديربي كاونتي وستوك سيتي ونادي دندي.